# Каменник (Опольське воєводство)
Каменник (пол. Kamiennik) — село в Польщі, у гміні Каменник Ниського повіту Опольського воєводства.
Населення — 643 особи (2011).

## Демографія
Демографічна структура станом на 31 березня 2011 року:
|          | Загалом | Допрацездатний вік | Працездатний вік | Постпрацездатний вік |
| -------- | ------- | ------------------ | ---------------- | -------------------- |
| Чоловіки | 327     | 56                 | 243              | 28                   |
| Жінки    | 316     | 51                 | 195              | 70                   |
| Разом    | 643     | 107                | 438              | 98                   |